# 魏敦瑞
魏敦瑞（德語：Franz Weidenreich，1873年6月7日—1948年7月11日），犹太裔德国解剖学家和人类学家。他发现了北京猿人化石。
魏敦瑞曾在多所德国大学從事灵长类动物的组织学和比较解剖学研究。纳粹政权上台后，被視為非雅利安血统的教授和讲师相继被解雇。魏敦瑞在1934年被迫休无薪假。在20世纪30年代中期，魏敦瑞前往中国，接替步達生在周口店的研究工作。离开中国后，他前往纽约的美国自然历史博物馆工作，直至去世。